# Onthophagus scotti
Onthophagus scotti là một loài bọ cánh cứng trong họ Bọ hung (Scarabaeidae).